# Большой Шаркраук
Большой Шаркраук, Большой Шаркараук (баш. шарҡырауыҡ `озеро` `шумное`) — каменная река (курумник) в Белорецком районе Башкортостана, правый приток Лемезы, впадая в неё ниже села Искушты. У места впадения есть брод и дорога местного значения. Протекает между хребтами Большой и Малый Бирьян. Начинается на высоте 693,2 метров над уровнем моря.
В обнажении на правом берегу Лемезы отмечены отложения, вероятно, второй толщи, выше устья Шаркраук и в обломках на западном склоне хребта Крака на тропе из деревни Мулдакаевой. Мощность толщи в Инзерском районе равна 300 м.